# Hayward Field
Das Hayward Field ist ein Leichtathletik-Stadion in der US-amerikanischen Stadt Eugene im Bundesstaat Oregon. Es liegt auf dem Campus der University of Oregon, die auch Besitzerin der Anlage ist. Es ist nach Bill Hayward benannt, der von 1904 bis 1947 Cheftrainer der Leichtathletikabteilung der Universität war.

## Geschichte
Das Hayward Field wurde 1919 als Spielstätte des American-Football-Teams der Universität, den Oregon Ducks Football, errichtet. 1921 erhielt das Stadion zusätzlich eine Leichtathletikanlage mit sechs Laufbahnen für die Leichtathletikabteilung Oregon Ducks Track & Field. Nachdem die Oregon Ducks Football 1967 in das neu errichtete Autzen Stadium umzog, wurde das Hayward Field zu einem reinen Leichtathletik-Stadion. 1970 ersetzte eine Kunststoffbahn mit acht Laufbahnen die alte Aschenbahn, und 1975 wurde die Haupttribüne ausgebaut. Die Zuschauerränge fassten 10.500 Besucher.
Im Hayward Field fanden mehrfach NCAA- und US-Meisterschaften in der Leichtathletik sowie Ausscheidungswettkämpfe für Olympische Sommerspiele statt. Die bekannteste regelmäßige Veranstaltung ist das Prefontaine Classic (Diamond League), benannt nach dem ehemaligen Leichtathleten und Alumnus der University of Oregon, Steve Prefontaine. Wegen des Umbaus für die Weltmeisterschaft wurde die Austragung in das Cobb Track and Angell Field der Stanford University in Palo Alto verlegt. 2020 fiel die Veranstaltung wegen der COVID-19-Pandemie aus. 
Das wohl geschichtsträchtigste Ereignis trug sich am 22. und 23. Juni 2012 vor 21.795 Zuschauern während der US-amerikanischen Trials zu den Olympischen Spielen in London zu. Ashton Eaton konnte durch 9039 Punkten den elf Jahre alten Zehnkampf-Weltrekord des Tschechen Roman Šebrle knacken und sich trotz Regen und kalten Temperaturen in die Geschichtsbücher eintragen. Zum Stadion fand Eaton noch folgende Worte: „Dieses Stadion hat etwas Magisches. Auf den letzten 600 Metern hat mich die Menge getragen, das war, als wenn ich nicht mit meinen eigenen Beinen laufen würde.“
Vom 22. bis 27. Juli 2014 wurden im Hayward Field die 15. Leichtathletik-Juniorenweltmeisterschaften ausgetragen.
Die Stadt Eugene mit dem Hayward Field wurde von der IAAF (heute: World Athletics) am 16. April 2015 als Austragungsort der Leichtathletik-Weltmeisterschaften 2021 ausgewählt. Die Auswirkungen der COVID-19-Pandemie machten im April 2020 eine Verlegung der Leichtathletik-Weltmeisterschaften um ein Jahr auf den Juli 2022 erforderlich.
Das Hayward Field wurde ab 2018 von Grund auf renoviert. Die festinstallierten Ränge erhielten ein durchsichtiges Dach. Augenfälligste Veränderung ist der neunstöckige Turm in Form einer Olympiafackel am nordöstlichen Ende der Anlage. In die Umbauarbeiten wurden die Umkleidekabinen erneuert sowie neue Labore und Forschungsanstalten, die neben den Tribünen entstanden, integriert. Die Kosten werden komplett über private Spenden abgedeckt. Einen großen Teil der Kosten trägt ein ehemaliger Student der Uni und Mitbegründer des Sportartikelherstellers Nike.
Im Juni 2020 konnten die Umbauarbeiten abgeschlossen werden. Die Zahl von 8500 festinstallierten Sitzplätzen wurden auf 12.650 erhöht. An der Nordkurve wurden die Zusatztribünen aufgestellt, die während der Leichtathletik-WM 2022 die Kapazität erweitert. Neben dem Ehepaar Phil und Penny Knight als Hauptspender gab es über 50 weitere Spender. Die Einweihung wurde nicht vor dem Herbst 2020 erwartet, da der Campus der University of Oregon aufgrund der COVID-19-Pandemie für die breite Öffentlichkeit geschlossen war.
Anfang April 2021 trugen die Oregon Ducks Track & Field ihre ersten Wettkämpfe im umgebauten Hayward Field aus. Es war die erste Veranstaltung für die Athleten im heimischen Stadion seit den NCAA-Championships 2018 vor fast drei Jahren. Vom 18. bis zum 27. Juni 2021 fanden die U.S. Olympic Trials 2020 im Stadion in Eugene statt. Am Eröffnungstag stieß Ryan Crouser beim Kugelstoßen die Kugel auf die Weltrekordweite von 23,37 m. Er überbot den mehr als 31 Jahre alten Rekord von Randy Barnes um 25 cm. Am Schlusstag lief Sydney McLaughlin die 400 Meter Hürden mit 51,90 s neuen Weltrekord. Sie blieb als erste Frau unter 52 Sekunden und verbesserte die alte Rekordmarke vom Oktober 2019 von Dalilah Muhammad um 26 Hundertstel.

## Galerie

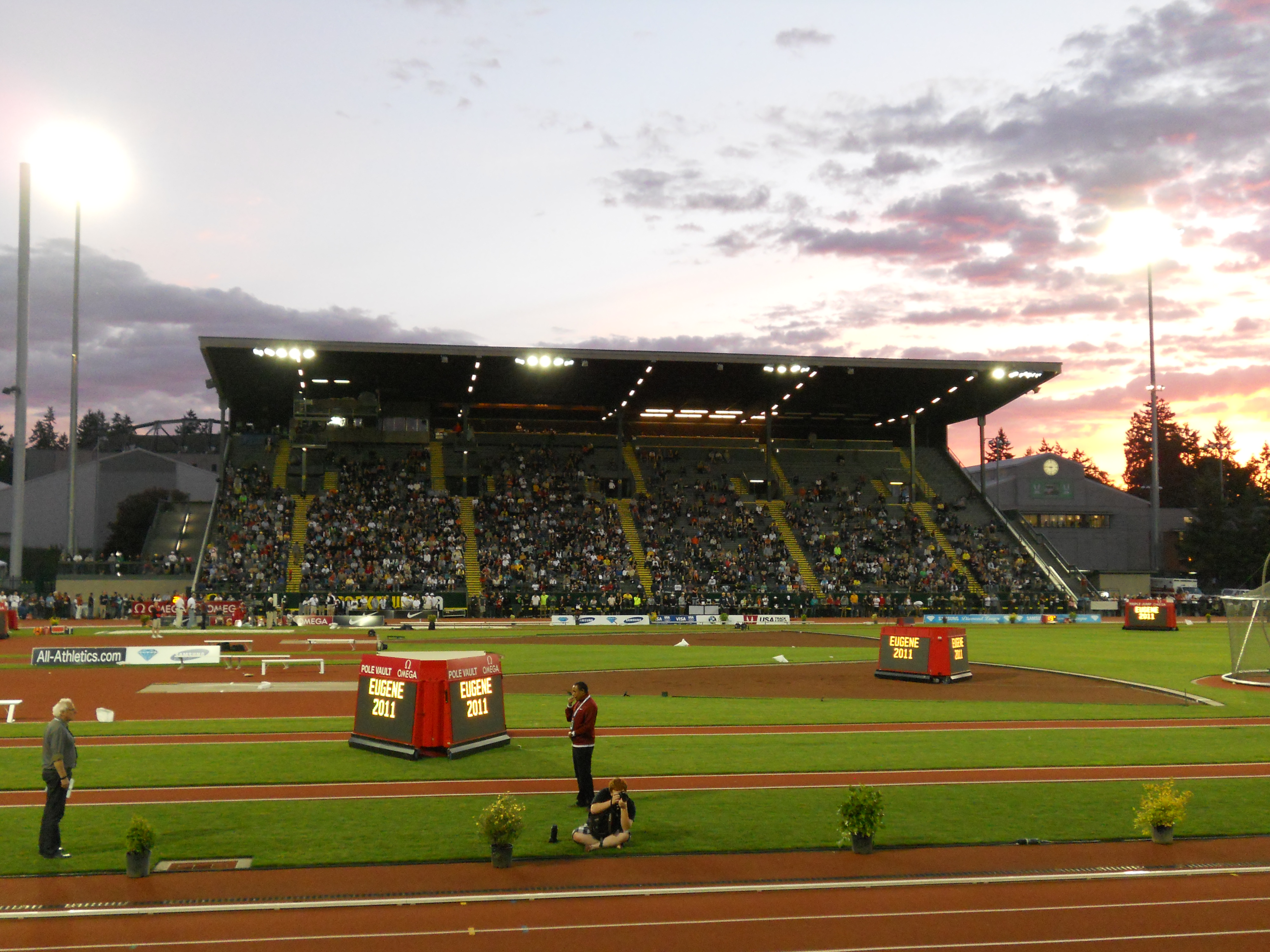
Das Hayward Field in Eugene während der Prefontaine Classic 2011
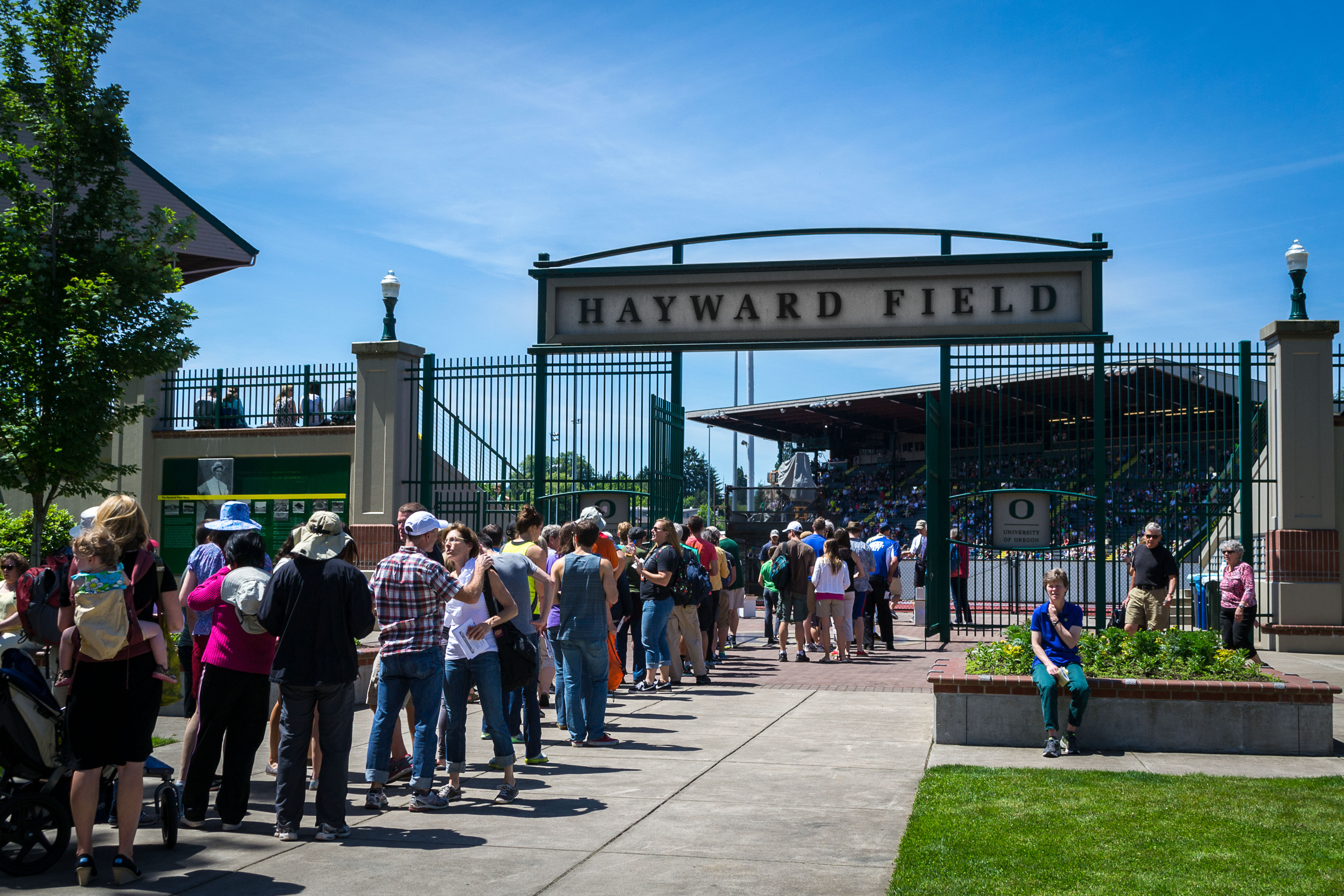
Zuschauer werden zum Prefontaine Classic 2013 in das Stadion gelassen
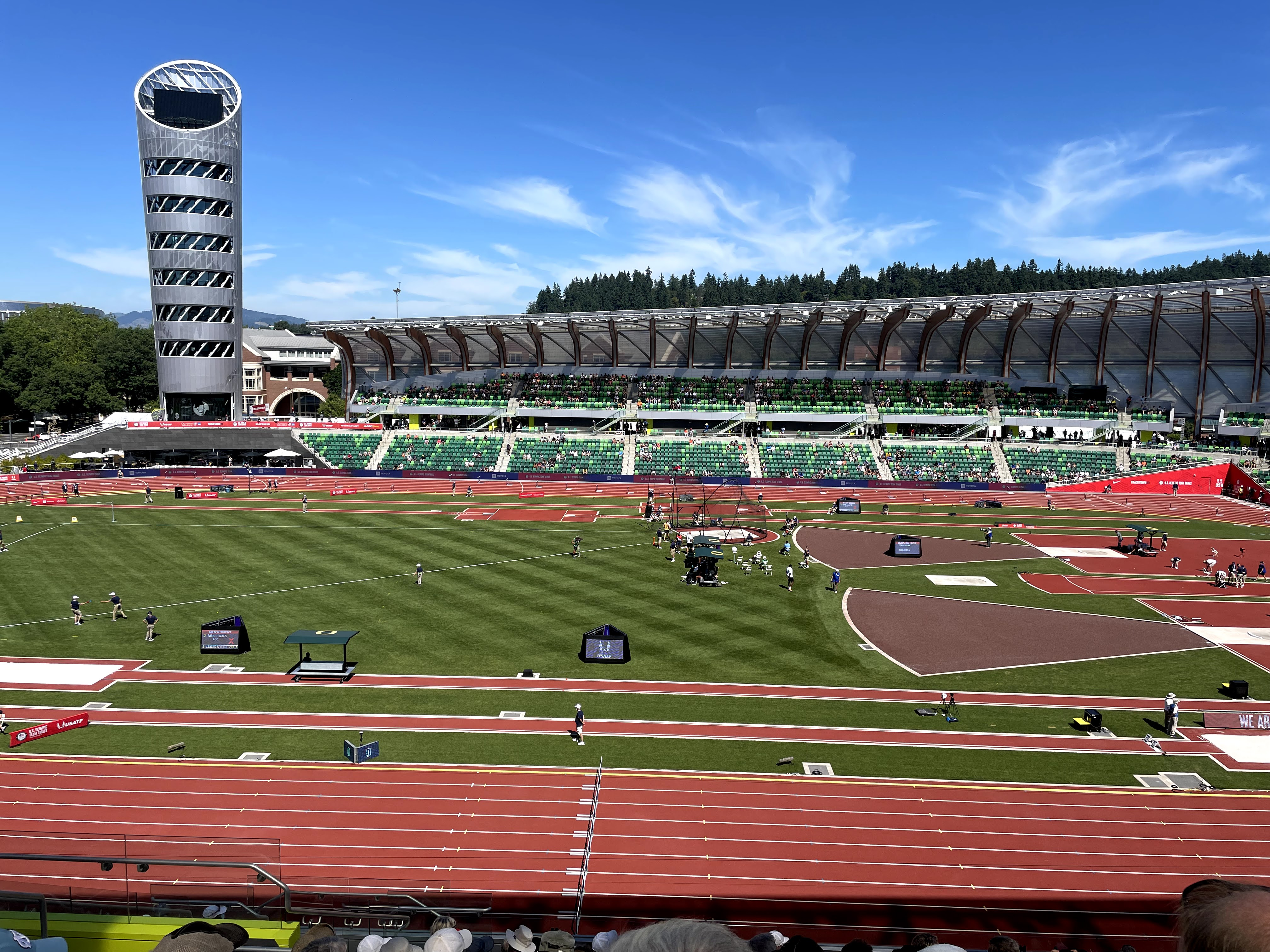
Das Hayward Field bei den U.S. Olympic Trials 2020